# 湘湖镇
湘湖镇，是中华人民共和国江西省景德镇市浮梁县下辖的一个乡镇级行政单位。

## 行政区划
湘湖镇下辖以下地区：
湘湖社区、七四〇社区、陈家坂村、进坑村、古田村、湘湖村、双风村、灵安村、洞口村、东安村、前程村、北安村、西安村、兰田村、景德镇陶瓷学院社区、景德镇监狱工矿区社区和九英山林场生活区。